# Wentzel Hagelstam
Julius Wentzel Hagelstam, född 25 maj 1863 i Helsinge socken, död 12 april 1932 i Helsingfors, var en finländsk författare, tidningsman och förläggare som bland annat utgav tidskriften Ateneum, publicerade romaner av författare som Karl August Tavaststjerna men som utvisades av den ryska statsmakten på grund av sin opposition och verkade från 1904 i Paris. Han var gift med sångerskan Anna Hagelstam. Hans föräldrar var godsägaren Jarl August Hagelstam och Emilia Carolina Söderhjelm.

## Biografi
Wentzel Hagelstam började sin bana som lärare, och efter 1891 rektor, vid reallyceet i Fredrikshamn. Han var chefredaktör för Fredrikshamns Tidning, innan han 1894 flyttade till Helsingfors. I Helsingfors grundade han Hagelstams bokhandel. 1898–1903 var han utgivare av tidskriften Ateneum, en internationell kulturtidskrift som gavs ut av hans förlag, Wentzel Hagelstams förlag. Förlaget var, under hans namn, verksamt mellan 1891 och 1903, och ägnade sig framförallt åt högstående estetisk utgivning, bland annat Juhani Aho, Karl August Tavaststjerna, Arvid Mörne och Konni Zilliacus den äldre. Under tiden i Helsingfors var han nära vän med Jean Sibelius, Axel Gallén och Albert Engström.
Ekonomin gick dock dåligt såväl för förlaget som för bokhandeln. Från 1902 ägnade han sig åt kritik i Hufvudstadsbladet, men kom på kant med den ryska statsmakten. År 1903 utvisades han således av Nikolaj Bobrikov. Hans förlagsverksamhets övertogs av Lilius & Hertzberg, och han bosatte sig i Stockholm och sedermera i Frankrike. Där gjorde han sig känd som journalist, särskilt som Hufvudstadsbladets korrespondent i Paris under signaturen Alenius 1904–23. Han försåg även den franska pressen med informationer om Skandinavien och Finland, höll föredrag och utgav publikationer på franska. Han var även finländsk pressattaché i Paris 1922-1928. Han publicerade ett stort antal dikter, dramer, noveller och romaner, vilka vittnade om hans stora personliga litterära intressen.

## Verk
- Sprachliche Untersuchungen in Uhlands Balladen (1893)[2]
- Genom Ryssland — Kaukasien — Krim — Konstantinopel (1903)
- Axel Gallen (1904)
- Sånger i skymning (1907)
- Svarta skuggor (1908)
- Slagna till slantar (1909)
- Krigs-krönika från Paris (1916)
- Personer och minnen (1923)
- Levande bilder (1924)
- Starka baron (1924)